# 广州市第一中学
广州市第一中学（简称“广州一中”），是位于中国广东省广州市的一所全日制中学，1928年8月1日创立，是中华民国时期广东国民政府举办的第一间公立中学，也是廣州市第一間市立公辦中學。現代的第一中學初中校舍位置，是中華民國時期的第二中學建校校址。

## 校史

### 创校初期
创办初期，在一德路石室圣心大教堂前租用“天字楼”13间店铺为校舍，招生5个班，高中文、理各1班，初中3个班。1929年迁至越秀山麓“学海堂书院”旧址（现广州市第二中学校址）。
1931年秋天，广州市“商专”高二、高三级并入广州市第一中学高中部，改招普通班，停办文、理科班。1936年，广州市立一、三中合并为广州市第一中学男校，以市二中为女校；同年中国共产党在该校建立地下党支部。1938年，广州市一中高中与市二中高中合并为市高中。
1938年10月，广州沦陷，市一中曾一度在香港设立修学处，不久因经费问题而停办。1945年8月光復後，市一中越秀山原校舍被廣東省幹部訓練團佔用。校方後在1946年春向市政府申請，接收黄沙原广州市第二中学校舍復校。校方為此還請求廣州行營主任張發奎協助，經張發奎的干涉和多方交涉，市一中才完全接收校舍。至1947年，大致完成校舍修缮，收生規模也相對擴大。

### 1949年后
1960年被定为广东省重点中学及广州市重点中学，1978年定为荔湾区重点中学，1994年被定为第一批广东省一级学校，2001年被定为广州市24所创建国家级示范性高中的学校之一。
2000年，与位于蓬莱路的广州市第五十中学合并。2005年8月31日高中部迁往位于广州市荔湾区大坦沙岛育贤路的由政府斥资建设的新校址，现有高中三个年级50个班2547名学生。原位于荔湾区黄沙大道的校址继续为初中部，原广州市第五十中学校址改为广州市一中实验学校。
2010年代，开始对口帮扶连州市第二中学。
2018年7月，组建广州市第一中学教育集团，成员校还包括广州市一中外国语学校、广州市荔湾区双桥学校、广州市第九十三中学和广州市荔湾区河沙小学。
2022年，原民办一中外国语学校改为公立的广州市荔湾区姜中宏学校（广州一中姜中宏校区）。2023年，当局授权一中管理广州市第九十三中学、广州市第二十三中学、广州市荔湾区双桥学校和广州市美华中学，前三者亦改为一中的红岩、十甫、双桥学校。

## 立校精神
1928年被政府委任為首任校長的留美博士、時年34歲的司徒優先生，訂立校訓為「勤、誠、勇、毅」，寓意敏而好學，勤則有功；言行一致，誠則落實；知榮明恥，勇則果敢；任重道遠，毅則可成。

## 学校概况
学校占地面积7.3万平方米，建筑面积 7.8万平方米，共有两个校区。高中三个年级54个班，初中部28个班。教职工227人，其中中学高级教师33人，一级教师66人，初级教师81人；硕士研究生2人，本科学历144人，占专任教师88.9%。在职中共党员52人。
广州一中的体育特长项目是游泳、水球、篮球和棋类。

## 学校领导

### 历任校长
- 司徒优

### 现任
- 校长：胡革新
- 副校长：
  - 程可（兼党委书记）：分管党务、人事、高中教学、教研工作。
  - 冼健雄：分管全校体育工作、初中卫生、艺术、工会、校友会、退协工作。
  - 古伯根：分管初中教育教学工作，教导处、学生处。
  - 易超：分管高中德育工作，包括学生处、团委学生会、卫生、艺术。
  - 陈洪刚：分管全校后勤、办公室、档案工作。
  - 何茹

## 著名校友[8]

### 政界
- 馮啟聰
- 罗富和（第十一届、第十二届全国政协副主席）
- 曾庆申
- 伍亮
- 欧初

### 文艺界
- 刘斯奋 广东画院 院长
- 董嘉耀（凤凰卫视中文台副台长，“军情观察室”栏目主持人）
- 梁冬

### 体育界
- 周嘉威
- 梁丽珍
- 陈冠锋

### 商業界
- 曾喆 紐約銀行（現紐約梅隆銀行）職員，九一一襲擊事件罹難英雄